# Kniha Ageus
Kniha Ageus (hebrejsky חגי‎, Chagaj, latinsky Aggeus; znamená „(narozený ve) svátek“), patří ke kanonickým knihám Starého zákona. Je řazena jako desátá z dvanácti knih malých proroků. Obsahuje dvě kapitoly, ve kterých jsou rozepsána čtyři poselství.
Pisatelem knihy je hebrejský prorok Ageus. Poselství této knihy zaznamenal v Jeruzalémě během asi 4 měsíců. Podle úvodu knihy ji můžeme datovat do druhého roku perského krále Dareia I. (520 př. n. l.)

## Obsah

### První poselství (1,1-15)
Je určeno místodržiteli Zorobábelovi a veleknězi Jozuovi. Proroctví bylo pronášeno veřejně, aby je slyšel lid. Povzbuzuje všechny k obnově Jeruzalémského chrámu. Konec první kapitoly uvádí, že židé reagovali na výzvu proroka Agea a začali pracovat na obnově chrámu.

### Druhé poselství (2,1-9)
Druhé poselství je pronášeno asi měsíc po prvním a je opět určeno Zorobábelovi, Jozuovi a zbývajícímu z lidu. Mnohým židům, kteří si pamatovali první Šalamounův chrám, připadal tento druhý velmi skromný. Bůh lid prostřednictvím Agea posiluje a ujišťuje je, že sláva tohoto druhého chrámu bude větší než sláva původního.

### Třetí poselství (2,10-19)
O dva měsíce a tři dny později pronáší Ageus třetí poselství. Tentokrát oslovuje kněze. Upozorňuje na to, že lid je v Božích očích nečistý, protože opomíjí čisté uctívání a zanedbává práci na obnově chrámu. Říká, že pak je nečisté i vše co dělají. Nakonec povzbuzuje lid, že od toho dne, co bude položen základ chrámu, bude udílet požehnání.

### Čtvrté poselství (2,20-23)
Poslední proroctví je proneseno stejného dne jako třetí poselství a je určeno místodržiteli Zorobábelovi. Ageus Zorobábela ujišťuje, že má Boží přízeň a že Bůh zničí sílu okolních národů, kteří brání židům v obnově chrámu.

## Na co kladl Ageus důraz?
- Vybízí boží služebníky, aby dávali uctívání Boha před své zájmy. (1,2-8)
- Bohu se nelíbí formální uctívání (2,10-17)
- Ukazuje, že boží služebníci se nemají ohlížet po „starých zlatých časech“, ale mají se dívat kupředu. (2,3-4)